# Sixeonotus pusillus
Sixeonotus pusillus är en insektsart som beskrevs av Knight 1928. Sixeonotus pusillus ingår i släktet Sixeonotus och familjen ängsskinnbaggar. Inga underarter finns listade i Catalogue of Life.